# Hilfskostenstelle
Eine Hilfskostenstelle (auch Vorkostenstelle oder Sekundärkostenstelle) ist in der Betriebswirtschaftslehre im Rahmen der Kostenstellenrechnung eine Kostenstelle, die lediglich mittelbar zur Produktion von Gütern und Dienstleistungen beiträgt.
Kostenstellen sind die zum Zwecke der Kostenrechnung gebildeten Orte der Kostenentstehung. Die Kostenstellenrechnung benötigt eine an der Aufbauorganisation orientierte Untergliederung einzelner Kostenstellen als Verantwortungsbereiche für die dort anfallenden Kostenarten. Es gibt Hauptkostenstellen, Nebenkostenstellen und Hilfskostenstellen. Hilfskostenstellen sind die Kostenbereiche, die an der Produktion nicht unmittelbar beteiligt sind. In Hilfskostenstellen selbst werden keine Kostenträger gefertigt, sondern sie erbringen lediglich die für den Produktionsprozess notwendigen Infrastrukturleistungen. 

## Arten
Zu den Hilfskostenstellen gehören allgemeine Kostenstellen (etwa Energieversorgung, Facilitymanagement, Kantine), Fertigungshilfsstellen (Arbeitsvorbereitung, Werkstatt für Reparatur und Wartung), Materialstellen (Beschaffung, Einkauf), Verwaltungsstellen (Buchhaltung, Controlling, Fuhrpark, interne Revision) und Vertriebsstellen (Marktforschung, Versand). Die auf diesen Hilfskostenstellen anfallenden Sekundärkosten werden mit Hilfe der innerbetrieblichen Leistungsverrechnung im Betriebsabrechnungsbogen auf die Haupt- und Nebenkostenstellen verteilt.

## Wirtschaftliche Aspekte
Hilfskostenstellen werden gebildet, um die weder in den Haupt- noch in den Nebenkostenstellen verursachten Kosten zu übernehmen. Hilfskostenstellen erbringen ihre Leistung ausschließlich als Serviceleistung für Haupt- und Nebenkostenstellen, ohne dass ein Produktbezug besteht. Die Hilfskostenstellen als Erbringer von Serviceleistungen können ihre Kosten nicht auf ein Produkt oder eine Dienstleistung verrechnen, sondern nur auf diejenigen Kostenstellen, welche die Empfänger dieser Serviceleistungen sind.
In der innerbetrieblichen Leistungsverrechnung werden die Gemeinkosten der Hilfskostenstellen direkt oder indirekt auf die Hauptkostenstellen verrechnet, da die Kosten einer Hilfskostenstelle nicht direkt auf einen Kostenträger umgelegt werden können. Dabei sollten möglichst verursachungsgerechte Bezugsgrößen für die Inanspruchnahme der Leistungen gewählt werden.